# Татаринова Анна Василівна
Анна Василівна Татаринова (нар. 7 березня 1978, Брест, Білоруська РСР, СРСР) — білоруська футболістка, опорний півзахисник.

## Життєпис
З 1990 року почала займатися футболом у  ДЮСШ «Вікторія» (Брест). Перший тренер — Микола Миколайович Горбач. З 13-14 років почала регулярно грати за основну команду «Вікторії», з кою виграла бронзові нагороди чемпіонату 1994 року. 1999 року перейшла в «Бобруйчанку» (Бобруйськ), з якою двічі стала чемпіонкою країни.
2002 року у Донецьку на базі «Металурга» створювалася жіноча команда «Дончанка», куди і запросили білоруську півзахисницю. За підсумками чемпіонату команда завоювали бронзові медалі, а з наступного сезону Татарінова стала виступати за харківський клуб «Кондиціонер», який пізніше постійно змінював назви. У футболці харківського клубу виступала в жіночій Лізі чемпіонів. Відіграла понад 150 офіційних матчів за «Житлобуд-1». Завершила футбольну кар'єру 2012 року. Паралельно з футбольною кар'єрою у «Житлобуді-1», один сезон провела у футзалі у складі «Олімпіка» (Дніпропетровськ), з яким стала срібним призером чемпіонату України.
З 1998 року викликалася до національної збірної Білорусі. Востаннє футболку білоруської збірної одягала 20 червня 2012 року в програному (0:4) виїзному поєдинку чемпіонату Європи проти Фінляндії. Анна вийшла в стартовому складі, а на 62-й хвилині її замінила Тетяна Кіосе.

## Титули і досягнення

### У футболі

#### Командні
«Вікторія»
- Чемпіонат Білорусі
  -  Бронзовий призер (1): 1994

«Бобруйчанка»
- Чемпіонат Білорусі
  -  Чемпіон (2): 2001, 2002

«Металург-Дончанка»
- Вища ліга чемпіонату України
  -  Бронзовий призер (1): 2002

«Металіст»
- Вища ліга чемпіонату України
  -  Чемпіон (2): 2003, 2004

- Кубок України
  -  Володар (2): 2003, 2004
  -  Фіналіст (1): 2005

«Житлобуд-1»
- Вища ліга чемпіонату України
  -  Чемпіон (4): 2006, 2008, 2011, 2012
  -  Срібний призер (3): 2007, 2009, 2010

- Кубок України
  -  Володар (5): 2006, 2007, 2008, 2010, 2011,
  -  Фіналіст (1): 2009

#### Індивідуальні
- Найкращий гравець Білорусі: 2009

### У футзалі
«Олімпік»
- Чемпіонат України
  -  Срібний призер (1): 2009/10